# Commissione dell'economia e dei tributi del Consiglio degli Stati
La  Commissione dell'economia e dei tributi del Consiglio degli Stati CET-S (in tedesco Kommission für Wirtschaft und Abgaben des Ständerates WAK-S, in francese Commission de l'économie et des redevances du Conseil des Etats CER-S, in romancio Cumissiun per economia e taxas dal Cussegl dals chantuns CET-S) è una commissione tematica del Consiglio degli Stati della Confederazione elvetica. È composta da 13 membri, di cui un presidente e un vicepresidente. È stata istituita il 25 novembre 1991.

## Funzione
La commissione si occupa dei seguenti temi:
- Ordinamento economico e condizioni quadro economiche
- Politica congiunturale e politica monetaria
- Agricoltura
- Mercato finanziario, banche, assicurazioni
- Industrie e servizi
- Imposte (fiscalità nazionale e internazionale, dazi, inclusa doppia imposizione e scambio automatico dei dati)
- Concorrenza (mercato interno, prezzi, ostacoli tecnici al commercio, sicurezza e qualità della produzione)
- Informazione dei consumatori, credito al consumo
- Appalti pubblici
- Promozione della piazza economica (inclusa promozione economica e del turismo)